# 迫井政行
迫井 政行（さこい まさゆき、1974年6月29日 - ）は、日本の男性アニメーション演出家、アニメーション監督。鹿児島県出身。イマジンに所属していた。

## 参加作品

### テレビアニメ
2000年
- HAND MAID メイ（動画）
- 陽だまりの樹（動画）
- はじめの一歩（2000年 - 2002年、原画・動画）

2001年
- こみっくパーティー（動画）
- オフサイド（動画）
- あぃまぃみぃ!ストロベリー・エッグ（原画）
- Z.O.E Dolores, i（原画）
- X -エックス-（ - 2002年、原画）

2002年
- ぴたテン（原画）
- キディ・グレイド（原画）
- りぜるまいん（原画）
- ドラゴンドライブ（2002年 - 2003年、原画）
- PIANO（原画）

2003年
- 成恵の世界（演出）

2004年
- A15シリーズ（変身3部作）
  - 超変身コス∞プレイヤー（絵コンテ・演出）
  - ヒットをねらえ!（演出）
  - LOVE♥LOVE?（演出）

- KURAU Phantom Memory（演出）
- 愛してるぜベイベ★★（演出）
- ローゼンメイデン（原画）
- BECK（2004 - 2005年、原画）

2005年
- おくさまは女子高生（演出）

2006年
- Strawberry Panic（監督・絵コンテ・演出）

2007年
- 彩雲国物語（演出）
- 怪物王女（監督・絵コンテ・演出）

2008年
- 狼と香辛料（演出 / OP演出）
- 仮面のメイドガイ（監督・絵コンテ）

2009年
- NEEDLESS（監督・絵コンテ・演出）
- 鋼の錬金術師 FULLMETAL ALCHEMIST（絵コンテ）

2010年
- HEROMAN（演出）

2011年
- ウルヴァリン（絵コンテ・演出 / ED絵コンテ・演出）

2012年
- CØDE:BREAKER（副監督）

2013年
- 熱風海陸ブシロード（監督）

2014年
- ノラガミ（絵コンテ）
- 天体のメソッド（監督・絵コンテ・演出 / 13話特別ED絵コンテ・演出）

2015年
- 六花の勇者（絵コンテ）
- ノラガミ ARAGOTO（絵コンテ）

2016年
- 僕のヒーローアカデミア（ED絵コンテ）
- Re:ゼロから始める異世界生活（絵コンテ）
- 装神少女まとい（監督・絵コンテ・演出 / OP絵コンテ・原画）
- フリップフラッパーズ（絵コンテ・演出）

2017年
- ゼロから始める魔法の書（絵コンテ）
- プリンセス・プリンシパル（絵コンテ）
- ROBOMASTERS THE ANIMATED SERIES（絵コンテ）
- 少女終末旅行（絵コンテ）

2018年
- citrus（絵コンテ）
- ソードアート・オンライン オルタナティブ ガンゲイル・オンライン（監督・絵コンテ）
- ゴブリンスレイヤー （絵コンテ・演出）

2019年
- 慎重勇者〜この勇者が俺TUEEEくせに慎重すぎる〜（監督・絵コンテ・演出）

2020年
- A3! SEASON SPRING & SUMMER（シリーズディレクター）
- Re:ゼロから始める異世界生活（第2期）（絵コンテ）
- A3! SEASON AUTUMN & WINTER（監督）

2021年
- ゴジラ S.P ＜シンギュラポイント＞（絵コンテ）

2022年
- ヴァニタスの手記（絵コンテ）

2023年
- THE MARGINAL SERVICE（監督・絵コンテ）

2024年
- 狼と香辛料 MERCHANT MEETS THE WISE WOLF（絵コンテ）
- ソードアート・オンライン オルタナティブ ガンゲイル・オンラインII（監督)

### OVA
2005年
- セイント・ビースト 〜幾千の昼と夜編〜（監督）

2010年
- その花びらにくちづけを あなたと恋人つなぎ（監督・演出）

2011年
- 英雄伝説 空の軌跡 THE ANIMATION（オープニングディレクター）

### Webアニメ
2025年
- リコリス・リコイル Friends are thieves of time.（絵コンテ・演出）
- タコピーの原罪（演出）